# Mitos de criação do Egito Antigo

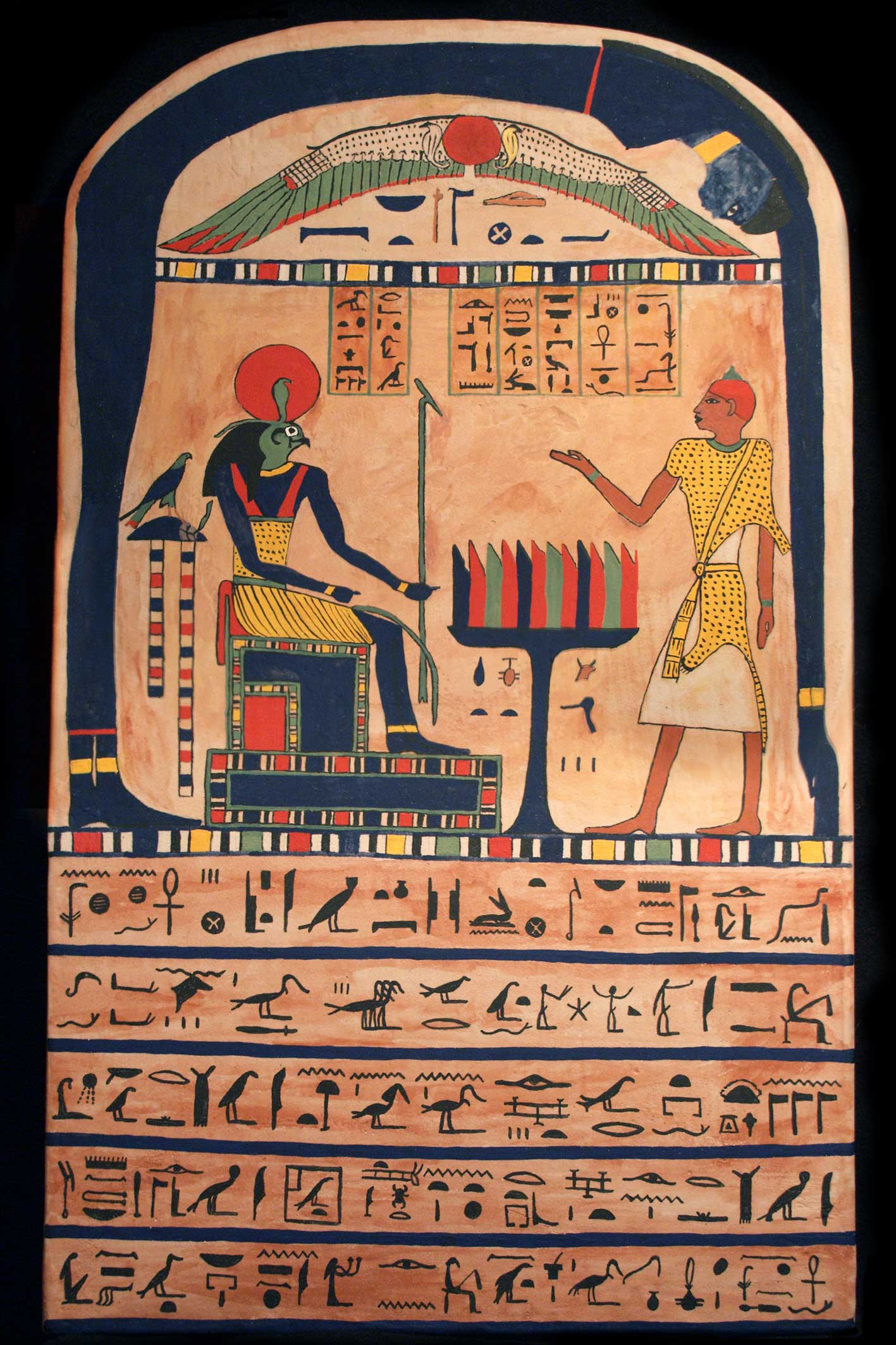
Estela monumental do local arqueológico de Axum com testemunhos do antigo Reino de Aksum.

Os mitos de criação do Antigo Egito são contos sobre a criação do mundo. Os Textos das Pirâmides, decorações nos muros das tumbas e escrituras datadas no período do Reino Antigo  (2780 – 2250 A.C) são as maiores fontes sobre os mitos de criação mais antigos do Egito. Estes mitos estão entre as compilações de escritos religiosos mais antigos do mundo. Os antigos egípcios acreditavam em muitos deuses criadores que contavam com muitas lendas. Assim, a criação do mundo, ou mais precisamente, do Egito, é relatada de diversas formas diferentes de acordo com certas regiões.
Todos esses mitos contam que o mundo surgiu de um  oceano infinito e sem vida quando o sol levantou-se pela primeira vez naqueles tempos remotos conhecidos como zp tpj (às vezes pronunciado como Zep Tepi), "a Primeira Ocasião" ou "O primeiro momento".
Diferentes mitos atribuem a criação a diferentes deuses: o grupo de oito deuses primordiais chamado Ogdad, o autogerado Atum e seus descendentes, o contemplativo deus Ptah ou o misterioso e transcendente deus Anum. Ao mesmo tempo que estas diferentes cosmologias competiam, elas podem ser consideradas como sendo complementares, já que enunciavam diferentes aspectos do entendimento egípcio sobre a Criação.

## Elementos em comum
Os diferentes mitos da Criação tem alguns elementos em comum. Todos eles alegam que o mundo emergiu das águas inertes do caos chamado Nun. Eles também sempre falam de um monte em forma de pirâmide chamado benben que foi a primeira coisa a emergir das águas. Estes elementos foram, provavelmente, inspirados nas cheias anuais do rio Nilo que, ao recuar, deixava um vasto território fértil para as plantações. Os egípcios podem ter visto isso como uma alusão à emergência da vida que aconteceu do caos das Águas Primordiais. A imagem do monte piramidal pode ter vindo dos montes que o Nilo revelava quando suas águas baixavam.
O Sol também era associado com a criação e era dito que ele nasceu pela primeira vez ao sair do monte como o deus Rá ou na forma de Khepri, que sempre representou o sol nascente. Há várias versões do nascimento do Sol. Dizia-se que ele surgiu de dentro do monte ou de dentro de uma flor de Lótus que cresceu em cima do monte na forma de um Ardeidae, um falcão, escaravelho ou uma criança humana.
Outro elemento comum nas cosmogonias egípcias é a figura do Ovo Cósmico que às vezes substituía as águas primordiais ou o monte primordial.

## Cosmogonias
As diferentes histórias sobre a origem das coisas era associadas, cada uma, ao culto de um deus em particular e a uma das grandes cidades do Egito: Hermópolis Heliópolis, Mênfis e Tebas. Até certo ponto, estes mitos e seus defensores competiam entre si, mas eles também eram visto como complementares ao representarem diferentes aspectos do processo de criação.

### Hermópolis
O mito da Criação difundido na cidade de Hermópolis era mais focado na natureza do universo antes da criação do mundo. As características inerentes das Águas Primordiais eram representadas por um conjunto de oito deuses, chamados de a Ogdóade. O deus Nun e sua contraparte feminina Naunet representavam a própria Água Primordial; Hu e sua contraparte feminina Hauhet representavam as extensões infinitas da Água; Kuk e Kauket personificavam a escuridão presente; e Amon e Amonet representavam a natureza oculta e inescrutável em contraste com o mundo tangível dos vivos. Sendo as Águas consideradas como parte do processo de criação, então, as divindades que a representavam podem ser vistas como deuses e deusas criadores.
De acordo com o mito, os oito deuses e deusas eram originalmente divididos em dois grupos, um masculino e um feminino. Eles eram simbolicamente representados como criaturas aquáticas por causa de sua íntima relação com as Águas. Os masculinos eram representados como sapos e as femininas como cobras. Estes dois grupos, eventualmente, acabaram por se misturar, o que causou a grande elevação que resultou no monte piramidal. De dentro do monte nasceu o sol que se levantou aos céus e deu luz ao mundo.

### Heliópolis
Em Heliópolis a Criação é atribuía a Atum, uma divindade intimamente relacionada a Rá que, conforme se contava, já possuía um potencial de existência nas Águas de Nun como um ser inerte. Atum foi um deus que gerou a si mesmo. Era a fonte de todos os elementos e de todas as forças do mundo. O mito Heliopolitano descrevia o processo pelo qual ele evoluiu de um único ser até a multiplicidade dos elementos. O processo começou quando Atum apareceu no monte e expeliu no ar o deus Shu e sua irmã Téfnis, cujas existências representavam a criação de um espaço vazio nas Águas. Para explicar como Atum fez isso, o mito usa a metáfora da masturbação. A mão que ele usou no ato representaria o princípio feminino que existia nele mesmo. Outras versões dizem que ele espirrou e "botou" Shu e Téfnis para fora de si, metáforas que faziam trocadilhos com os nomes dos deuses. Depois disso, Shu e Téfnis copularam para produzir o deus da terra Geb e a deusa do céu Nut, o que definiu os limites do mundo. Geb e Nut, então, tiveram quatro crianças que representavam as forças da vida: Osíris, deus da fertilidade e regeneração; Ísis, deusa da maternidade; Seti, deus da sexualidade masculina; e Néftis, o complemento feminino de Set. O mito, portanto, representa o processo pelo qual a vida se tornou possível. Esses nove deuses foram teologicamente agrupados como uma Enéade, mas os oito últimos deuses e todas as outras coisas do universo eram, em suma, vistos como extensões ou emanações de Atum.

### Mênfis
A versão de Mênfis para a Criação era centrada em Ptah, que era o deus patrono dos artesãos. Como tal, ele representava a habilidade do artesão de visualizar um produto finalizado nas formas de materiais brutos. A teologia de Mênfis diz que Ptah criou o mundo de uma forma similar a isso. Esta versão, diferentemente das outras, mostra uma criação não física, mas intelectual pela mente de deus. As ideias desenvolvidas no coração de Ptah (que os egípcios acreditavam ser onde os pensamentos aconteciam) foram revelados quando ele usou a sua linguagem para dar-lhes nome. Ao falar tais nomes, Ptah pronunciou (deu vida) os deuses e todas as coisas. 
A criação segundo Mênfis, coexistia com a de Heliópolis, já que o pensamento e a fala criativas de Ptah eram tidas como as causadoras da existência de Atum e da Enéade.
Ptah era também associado com Tatenen, o deus personificado do monte piramidal.

### Tebas
A teologia tebana dizia que Amon não era um mero membro da Ogdóade, mas também era a força secreta por trás de todas as coisas.
Existem muitos conflitos sobre a personalidade e a função de Amon na criação, o que enfatiza o fato de Amon transcender todas as outras divindades por existir "além do céu" e ser "mais profundo que o submundo". O mito tebano conectava o ato criado de Amon com o som de um ganso, que quebrou a estagnação das Águas Primordiais fazendo com que a Ogdóade e a Enéade viessem a existir. Amon foi separado do mundo e sua verdadeira natureza era ocultada até mesmo dos outros deuses. Assim, como ele era a fonte da Criação, todos os deuses, incluindo outros deuses criadores eram, de fato, meros aspectos de Amon. Amon acabou tornando-se o deus supremo do panteão egípcio por causa desta crença.
Amon era sinônimo do progresso de Tebas e de sua evolução até tornar-se a maior capital religiosa do país. Todos os salões, obeliscos, as estátuas colossais, afrescos e inscrições de hieróglifos dos templos tebanos mostram claramente a superioridade de Amon. Tebas era tida como o local onde o Monte Primordial havia surgido no início dos tempos.